# Velvet Revolver
Velvet Revolver (VR) a fost un supergrup american de hard rock, format din 3 foști membrii ai grupului 
Guns N' Roses, și-anume Slash, Duff McKagan și Matt Sorum, alături de fostul chitarist al formației de punk Wasted Youth și ex-vocalistul formației Stone Temple Pilots, Scott Weiland.

## Discografie
Albume
- Contraband (2004)
- Libertad (2007)